# Helmut Niedermayr
Helmut Niedermayr (München, 1915. november 29. – Christiansted, Amerikai Virgin-szigetek, 1985. április 3.) német autóversenyző.

## Pályafutása
1952-ben jelen volt a Formula–1-es világbajnokság keretein belül rendezett német nagydíjon. A futamon a kilencedik helyen ért célba.
Az 1952-es Le Mans-i 24 órás versenyen váltótársával, Theo Helfrich-el a második helyen ért célba. Még ez év augusztusában egy versenyen balesetet szenvedett. Ő maga csak könnyebb sérüléseket szenvedett, míg 13 néző életét vesztette és további 42 sérült meg.

## Eredményei

### Teljes Formula–1-es eredménysorozata
(Táblázat értelmezése)

(Félkövér: pole-pozícióból indult; dőlt: leggyorsabb kört futott) 

| Év   | Csapat            | Modell | Motor          | 1   | 2   | 3   | 4   | 5   | 6     | 7   | 8   | Helyezés | Pont |
| ---- | ----------------- | ------ | -------------- | --- | --- | --- | --- | --- | ----- | --- | --- | -------- | ---- |
| 1952 | Helmut Niedermayr | AFM 6  | BMW Straight-6 | SUI | 500 | BEL | FRA | GBR | GER 9 | NED | ITA | -        | 0    |

### Le Mans-i 24 órás autóverseny
| Év   | Csapat            | Autó                | Csapattárs    | Helyezés |
| ---- | ----------------- | ------------------- | ------------- | -------- |
| 1952 | Daimler-Benz A.G. | Mercedes-Benz 300SL | Theo Helfrich | 2.       |